# 長風縣
長風縣，唐朝的县。在今广西壮族自治区。
貞觀元年（627年）置，屬晏州。貞觀十二年晏州廢，隸象州。